# M. Pokora/Diskografie
Diese Diskografie ist eine Übersicht über die musikalischen Werke des französischen Pop- und RnB-Sängers M. Pokora. Den Schallplattenauszeichnungen zufolge hat er bisher mehr als 3,6 Millionen Tonträger verkauft. Seine erfolgreichste Veröffentlichung ist das Album My Way mit über 520.000 verkauften Einheiten.

## Alben

### Studioalben
| Jahr | Titel Musiklabel                                                           | Höchstplatzierung, Gesamtwochen, AuszeichnungChartplatzierungen (Jahr, Titel, Musiklabel, Platzierungen, Wochen, Auszeichnungen, Anmerkungen) | Höchstplatzierung, Gesamtwochen, AuszeichnungChartplatzierungen (Jahr, Titel, Musiklabel, Platzierungen, Wochen, Auszeichnungen, Anmerkungen) | Höchstplatzierung, Gesamtwochen, AuszeichnungChartplatzierungen (Jahr, Titel, Musiklabel, Platzierungen, Wochen, Auszeichnungen, Anmerkungen) | Höchstplatzierung, Gesamtwochen, AuszeichnungChartplatzierungen (Jahr, Titel, Musiklabel, Platzierungen, Wochen, Auszeichnungen, Anmerkungen) | Anmerkungen                                                |
| Jahr | Titel Musiklabel                                                           | FR | BEW | CH | DE | Anmerkungen                                                |
| ---- | -------------------------------------------------------------------------- | --- | --- | --- | --- | ---------------------------------------------------------- |
| 2004 | M. Pokora M6 Interactions (UMG)                                            | FR21 Gold · (96 Wo.)FR | BEW28 (31 Wo.)BEW | — | — | Erstveröffentlichung: 22. Oktober 2004 Verkäufe: + 100.000 |
| 2006 | Player M6 Interactions (UMG)                                               | FR1 (59 Wo.)FR | BEW8 (33 Wo.)BEW | CH37 (8 Wo.)CH | — | Erstveröffentlichung: 23. Januar 2006                      |
| 2008 | MP3 Capitol Records (EMI)                                                  | FR7 Gold · (20 Wo.)FR | BEW6 (21 Wo.)BEW | CH32 (5 Wo.)CH | — | Erstveröffentlichung: 21. März 2008 Verkäufe: + 75.000     |
| 2010 | Mise à jour auch bekannt als: Updated (englische Version) Parlophone (EMI) | FR4 ×2Doppelplatin · (128 Wo.)FR | BEW7 (61 Wo.)BEW | CH65 (1 Wo.)CH | — | Erstveröffentlichung: 20. August 2010 Verkäufe: + 200.000  |
| 2012 | À la poursuite du bonheur Parlophone (WMG)                                 | FR2 ×3Dreifachplatin · (92 Wo.)FR | BEW2 Platin · (89 Wo.)BEW | CH12 (17 Wo.)CH | — | Erstveröffentlichung: 16. März 2012 Verkäufe: + 320.000    |
| 2015 | R.E.D. – Rythmes extrêmement dangereux Parlophone (WMG)                    | FR1 ×2Doppelplatin · (57 Wo.)FR | BEW1 (61 Wo.)BEW | CH4 (10 Wo.)CH | — | Erstveröffentlichung: 6. Februar 2015 Verkäufe: + 200.000  |
| 2016 | My Way TF1 Musique (Muzeek One)                                            | FR1 Diamant · (71 Wo.)FR | BEW1 Platin · (74 Wo.)BEW | CH7 (22 Wo.)CH | — | Erstveröffentlichung: 21. Oktober 2016 Verkäufe: + 520.000 |
| 2019 | Pyramide TF1 Musique (Muzeek One)                                          | FR1 ×3Dreifachplatin · (123 Wo.)FR | BEW1 Gold · (113 Wo.)BEW | CH8 (5 Wo.)CH | — | Erstveröffentlichung: 12. April 2019 Verkäufe: + 310.000   |
| 2022 | Épicentre TF1 Musique (Muzeek One)                                         | FR2 Gold · (25 Wo.)FR | BEW1 (17 Wo.)BEW | CH88 (1 Wo.)CH | — | Erstveröffentlichung: 4. November 2022 Verkäufe: + 50.000  |
| 2025 | Adrénaline M2THEP (Sony)                                                   | FR1 (… Wo.)FR | BEW3 (12 Wo.)BEW | CH54 (1 Wo.)CH | — | Erstveröffentlichung: 21. März 2025                        |

### Livealben
| Jahr | Titel Musiklabel                                               | Höchstplatzierung, Gesamtwochen, AuszeichnungChartplatzierungen (Jahr, Titel, Musiklabel, Platzierungen, Wochen, Auszeichnungen, Anmerkungen) | Höchstplatzierung, Gesamtwochen, AuszeichnungChartplatzierungen (Jahr, Titel, Musiklabel, Platzierungen, Wochen, Auszeichnungen, Anmerkungen) | Höchstplatzierung, Gesamtwochen, AuszeichnungChartplatzierungen (Jahr, Titel, Musiklabel, Platzierungen, Wochen, Auszeichnungen, Anmerkungen) | Höchstplatzierung, Gesamtwochen, AuszeichnungChartplatzierungen (Jahr, Titel, Musiklabel, Platzierungen, Wochen, Auszeichnungen, Anmerkungen) | Anmerkungen                                                |
| Jahr | Titel Musiklabel                                               | FR | BEW | CH | DE | Anmerkungen                                                |
| ---- | -------------------------------------------------------------- | --- | --- | --- | --- | ---------------------------------------------------------- |
| 2013 | À la poursuite du bonheur Tour – Live à Bercy Parlophone (WMG) | FR1 Gold · (14 Wo.)FR | BEW2 (39 Wo.)BEW | — | — | Erstveröffentlichung: 1. März 2013 Verkäufe: + 50.000      |
| 2016 | R.E.D. Tour Parlophone (WMG)                                   | FR2 (15 Wo.)FR | BEW4 (44 Wo.)BEW | — | — | Erstveröffentlichung: 22. April 2016                       |
| 2017 | Live – My Way Tour TF1 Musique (Muzeek One)                    | FR5 Gold · (14 Wo.)FR | BEW4 (29 Wo.)BEW | CH44 (2 Wo.)CH | — | Erstveröffentlichung: 10. November 2017 Verkäufe: + 50.000 |

## Singles

### Als Leadmusiker
| Jahr | Titel Album                                                            | Höchstplatzierung, Gesamtwochen, AuszeichnungChartplatzierungen (Jahr, Titel, Album, Platzierungen, Wochen, Auszeichnungen, Anmerkungen) | Höchstplatzierung, Gesamtwochen, AuszeichnungChartplatzierungen (Jahr, Titel, Album, Platzierungen, Wochen, Auszeichnungen, Anmerkungen) | Höchstplatzierung, Gesamtwochen, AuszeichnungChartplatzierungen (Jahr, Titel, Album, Platzierungen, Wochen, Auszeichnungen, Anmerkungen) | Höchstplatzierung, Gesamtwochen, AuszeichnungChartplatzierungen (Jahr, Titel, Album, Platzierungen, Wochen, Auszeichnungen, Anmerkungen) | Anmerkungen                                                                           |
| Jahr | Titel Album                                                            | FR | BEW | CH | DE | Anmerkungen                                                                           |
| --- | ---------------------------------------------------------------------- | --- | --- | --- | --- | ------------------------------------------------------------------------------------- |
| 2004 | Showbiz (The Battle) M. Pokora                                         | FR10 Silber · (23 Wo.)FR | BEW12 (11 Wo.)BEW | CH19 (18 Wo.)CH | — | Erstveröffentlichung: 15. November 2004 Verkäufe: + 100.000; als Matt Pokora          |
| 2005 | Elle me contrôle M. Pokora                                             | FR6 Silber · (26 Wo.)FR | BEW11 (17 Wo.)BEW | CH23 (10 Wo.)CH | — | Erstveröffentlichung: 4. April 2005 Verkäufe: + 100.000; feat. Sweety                 |
| 2005 | Pas sans toi M. Pokora                                                 | FR4 Silber · (29 Wo.)FR | BEW4 (14 Wo.)BEW | CH35 (15 Wo.)CH | — | Erstveröffentlichung: 10. Oktober 2005 Verkäufe: + 100.000                            |
| 2006 | De retour Player                                                       | FR6 (19 Wo.)FR | BEW11 (14 Wo.)BEW | — | — | Erstveröffentlichung: 22. Februar 2006 feat. Tyron Carter                             |
| 2006 | Oh La La La (Miss Sexy) Player                                         | FR21 (22 Wo.)FR | BEW37 (3 Wo.)BEW | — | — | Erstveröffentlichung: 2006 feat. Red Rat                                              |
| 2006 | L’or de nos vies –                                                     | FR5 (23 Wo.)FR | — | CH43 (10 Wo.)CH | — | Erstveröffentlichung: 26. August 2006 mit Fight Aids: Charity-Single mit 17 Künstlern |
| 2006 | Mal de guerre Player                                                   | FR10 (26 Wo.)FR | BEW19 (12 Wo.)BEW | CH78 (5 Wo.)CH | — | Erstveröffentlichung: 23. Oktober 2006                                                |
| 2008 | Dangerous MP3                                                          | FR1 (23 Wo.)FR | BEW2 (19 Wo.)BEW | CH28 (12 Wo.)CH | DE32 (9 Wo.)DE | Erstveröffentlichung: 22. März 2008 feat. Timbaland und Sebastian                     |
| 2008 | They Talk Sh#t About Me MP3                                            | FR24 (18 Wo.)FR | — | — | — | Erstveröffentlichung: 2008 feat. Verse                                                |
| 2008 | Catch Me If You Can MP3                                                | — | — | — | — | Erstveröffentlichung: 5. September 2008                                               |
| 2010 | Juste une photo de toi Mise à jour                                     | FR44 (5 Wo.)FR | BEW27 (3 Wo.)BEW | CH75 (1 Wo.)CH | — | Erstveröffentlichung: 21. Juni 2010                                                   |
| 2010 | Mirage Mise à jour                                                     | FR64 (6 Wo.)FR | — | — | — | Erstveröffentlichung: 22. November 2010                                               |
| 2011 | Oblivion Updated                                                       | — | — | — | — | Erstveröffentlichung: 7. Januar 2011                                                  |
| 2011 | À nos actes manqués Mise à jour version 2.0                            | FR8 (41 Wo.)FR | BEW16 (23 Wo.)BEW | — | — | Erstveröffentlichung: 21. März 2011                                                   |
| 2011 | Finally Found Ya Updated                                               | — | — | — | — | Erstveröffentlichung: 29. April 2011                                                  |
| 2011 | En attendant la fin Mise à jour                                        | FR24 (21 Wo.)FR | BEW31 (11 Wo.)BEW | — | — | Erstveröffentlichung: 17. Oktober 2011                                                |
| 2012 | Juste un instant A la poursuite du bonheur                             | FR18 (21 Wo.)FR | BEW6 (16 Wo.)BEW | CH57 (1 Wo.)CH | — | Erstveröffentlichung: 6. Februar 2012                                                 |
| 2012 | On est là A la poursuite du bonheur                                    | FR38 (14 Wo.)FR | BEW42 (2 Wo.)BEW | — | — | Erstveröffentlichung: 14. Mai 2012                                                    |
| 2012 | Merci d’être A la poursuite du bonheur                                 | FR55 (16 Wo.)FR | — | — | — | Erstveröffentlichung: 2. Juli 2012                                                    |
| 2012 | Envole-moi A la poursuite du bonheur                                   | FR5 (40 Wo.)FR | BEW7 (21 Wo.)BEW | CH39 (7 Wo.)CH | — | Erstveröffentlichung: 22. Oktober 2012 mit Tal                                        |
| 2012 | Si tu pars A la poursuite du bonheur – Édition limitée Noël            | FR137 (6 Wo.)FR | — | — | — | Erstveröffentlichung: 12. November 2012                                               |
| 2013 | Le jour qui se rêve Robin des Bois                                     | FR22 (25 Wo.)FR | BEW40 (2 Wo.)BEW | — | — | Erstveröffentlichung: 28. Januar 2013 aus dem Musical Robin des Bois                  |
| 2013 | J’attendais Robin des Bois                                             | FR131 (6 Wo.)FR | — | — | — | Erstveröffentlichung: 18. November 2013                                               |
| 2014 | On danse R.E.D. – Rythmes extrêmement dangereux                        | FR16 (15 Wo.)FR | BEW26 (1 Wo.)BEW | — | — | Erstveröffentlichung: 9. Oktober 2014                                                 |
| 2014 | Le monde R.E.D. – Rythmes extrêmement dangereux                        | FR15 (21 Wo.)FR | BEW24 (3 Wo.)BEW | — | — | Erstveröffentlichung: 8. Dezember 2014                                                |
| 2015 | Mieux que nous R.E.D. – Rythmes extrêmement dangereux                  | FR29 (24 Wo.)FR | — | — | — | Erstveröffentlichung: 16. Februar 2015 feat. Soprano                                  |
| 2015 | Voir la nuit s’emballer R.E.D. – Rythmes extrêmement dangereux         | FR104 (12 Wo.)FR | — | — | — | Erstveröffentlichung: 15. Juni 2015                                                   |
| 2016 | Cette année-là My Way                                                  | FR7 Gold · (30 Wo.)FR | — | — | — | Erstveröffentlichung: 26. August 2016 Verkäufe: + 66.666                              |
| 2016 | Belinda My Way                                                         | FR43 (17 Wo.)FR | — | — | — | Erstveröffentlichung: 14. Oktober 2016                                                |
| 2017 | Comme d’habitude My Way                                                | FR80 (10 Wo.)FR | — | — | — | Erstveröffentlichung: 9. Januar 2017                                                  |
| 2017 | Alexandrie, Alexandra My Way                                           | FR128 (1 Wo.)FR | — | — | — | Erstveröffentlichung: 17. Februar 2017                                                |
| 2019 | Les planètes Pyramide                                                  | FR45 Diamant · (51 Wo.)FR | BEW2 (16 Wo.)BEW | — | — | Erstveröffentlichung: 5. März 2019 Verkäufe: + 333.333                                |
| 2019 | Tombé Pyramide                                                         | FR32 Diamant · (36 Wo.)FR | BEW4 (24 Wo.)BEW | — | — | Erstveröffentlichung: 12. April 2019 Verkäufe: + 333.333                              |
| 2019 | Ouh Na Na (Guaranteed) Pyramide                                        | — | — | — | — | Erstveröffentlichung: 17. Mai 2019                                                    |
| 2019 | Mama Pyramide (Version Deluxe)                                         | — | — | — | — | Erstveröffentlichung: 8. Oktober 2019                                                 |
| 2019 | Si t’es pas là Pyramide (Version Deluxe)                               | FR142 Gold · (15 Wo.)FR | BEW10 (20 Wo.)BEW | — | — | Erstveröffentlichung: 29. November 2019 Verkäufe: + 100.000                           |
| 2020 | Danse avec moi Pyramide (Version Deluxe)                               | FR149 Gold · (6 Wo.)FR | — | — | — | Erstveröffentlichung: 12. Juni 2020 Verkäufe: + 100.000                               |
| 2020 | Si on disait Pyramide, Epilogue                                        | FR58 Platin · (21 Wo.)FR | — | — | — | Erstveröffentlichung: 25. September 2020 Verkäufe: + 200.000; Remix feat. Dadju       |
| 2020 | S’en aller Pyramide, Epilogue                                          | — | BEW34 (4 Wo.)BEW | — | — | Erstveröffentlichung: 19. Oktober 2020                                                |
| 2022 | Qui on est Épicentre                                                   | FR163 Gold · (4 Wo.)FR | BEW21 (14 Wo.)BEW | — | — | Erstveröffentlichung: 29. August 2022                                                 |
| 2023 | Se mélanger Épicentre                                                  | — | BEW50 (1 Wo.)BEW | — | — | Erstveröffentlichung: 3. Februar 2023                                                 |
| 2023 | Parce que c’est toi Épicentre                                          | — | BEW46 (4 Wo.)BEW | — | — | Erstveröffentlichung: 5. Juni 2023                                                    |
| 2024 | Zorro Vive –                                                           | — | — | — | — | Erstveröffentlichung: 15. März 2024                                                   |
| 2024 | Chez toi, chez moi –                                                   | — | — | — | — | Erstveröffentlichung: 10. Mai 2024 mit Fally Ipupa                                    |
| 2025 | Reflet Adrénaline                                                      | — | BEW33 (14 Wo.)BEW | — | — | Erstveröffentlichung: 31. Januar 2025                                                 |
| Folgende Lieder erschienen nicht als Single, wurden aber durch das Album zum Download und Streaming bereitgestellt und konnten somit eine Platzierung erlangen: |                                                                        | | | | |                                                                                       |
| |                                                                        | | | | |                                                                                       |
| 2012 | Hallelujah A la poursuite du bonheur – Édition limitée Noël            | FR123 (1 Wo.)FR | — | — | — |                                                                                       |
| 2012 | Plus haut A la poursuite du bonheur – Édition limitée Noël             | FR161 (1 Wo.)FR | — | — | — |                                                                                       |
| 2015 | (Everything I Do) I Do It for You Les stars font leur cinéma (Sampler) | FR97 (1 Wo.)FR | — | — | — |                                                                                       |
| 2017 | Magnolias for Ever My Way                                              | FR103 (1 Wo.)FR | — | — | — |                                                                                       |
| 2017 | Belles! Belles! Belles! My Way                                         | FR143 (1 Wo.)FR | — | — | — |                                                                                       |

### Als Gastmusiker
| Jahr | Titel Album                | Höchstplatzierung, Gesamtwochen, AuszeichnungChartplatzierungen (Jahr, Titel, Album, Platzierungen, Wochen, Auszeichnungen, Anmerkungen) | Höchstplatzierung, Gesamtwochen, AuszeichnungChartplatzierungen (Jahr, Titel, Album, Platzierungen, Wochen, Auszeichnungen, Anmerkungen) | Höchstplatzierung, Gesamtwochen, AuszeichnungChartplatzierungen (Jahr, Titel, Album, Platzierungen, Wochen, Auszeichnungen, Anmerkungen) | Höchstplatzierung, Gesamtwochen, AuszeichnungChartplatzierungen (Jahr, Titel, Album, Platzierungen, Wochen, Auszeichnungen, Anmerkungen) | Anmerkungen                                                                                  |
| Jahr | Titel Album                | FR | BEW | CH | DE | Anmerkungen                                                                                  |
| ---- | -------------------------- | --- | --- | --- | --- | -------------------------------------------------------------------------------------------- |
| 2006 | It’s Alright Life          | FR4 (23 Wo.)FR | BEW11 (17 Wo.)BEW | CH18 (15 Wo.)CH | — | Erstveröffentlichung: 17. März 2006 Ricky Martin feat. M. Pokora                             |
| 2007 | Ne me dis pas Mon Hold-Up  | FR24 (19 Wo.)FR | — | — | — | Erstveröffentlichung: 2007 Tyron Carter feat. M. Pokora                                      |
| 2023 | Je te donne N°9            | — | BEW50 (1 Wo.)BEW | — | — | Erstveröffentlichung: 7. April 2023 Jenifer feat. M. Pokora                                  |
| 2024 | Zéro par mois Pour de vrai | — | — | — | — | Erstveröffentlichung: 26. Juli 2024 Robin feat. M. Pokora                                    |
| 2024 | Chaque seconde             | FR43 Platin · (31 Wo.)FR | BEW9 (22 Wo.)BEW | — | — | Erstveröffentlichung: 20. September 2024 Verkäufe: + 200.000; Pierre Garnier feat. M. Pokora |

## Videoalben
| Jahr | Titel Musiklabel                     | Anmerkungen                                                 |
| ---- | ------------------------------------ | ----------------------------------------------------------- |
| 2005 | Un An Avec M. Pokora Universal Music | Erstveröffentlichung: 2005 · Verkäufe: + 20.000; FR: Platin |

## Statistik

### Chartauswertung
|                     | FR     | BEW      | CH     | DE    |
| ------------------- | ------ | -------- | ------ | ----- |
| Nummer-eins-Alben   | FR6FR  | BEW4BEW  | CH—CH  | DE—DE |
| Top-10-Alben        | FR12FR | BEW12BEW | CH3CH  | DE—DE |
| Alben in den Charts | FR13FR | BEW13BEW | CH10CH | DE—DE |

|                       | FR     | BEW      | CH     | DE    |
| --------------------- | ------ | -------- | ------ | ----- |
| Nummer-eins-Singles   | FR1FR  | BEW—BEW  | CH—CH  | DE—DE |
| Top-10-Singles        | FR11FR | BEW8BEW  | CH—CH  | DE—DE |
| Singles in den Charts | FR42FR | BEW27BEW | CH10CH | DE1DE |

### Auszeichnungen für Musikverkäufe
Anmerkung: Auszeichnungen in Ländern aus den Charttabellen bzw. Chartboxen sind in ebendiesen zu finden.
| Land/RegionAuszeichnungen für Musikverkäufe (Land/Region, Auszeichnungen, Verkäufe, Quellen) | Silber     | Gold       | Platin       | Diamant     | Verkäufe  | Quellen                     |
| -------------------------------------------------------------------------------------------- | ---------- | ---------- | ------------ | ----------- | --------- | --------------------------- |
| Belgien (BRMA)                                                                               | —          | Gold1      | 2× Platin2   | —           | 50.000    | ultratop.be                 |
| Frankreich (SNEP)                                                                            | 3× Silber3 | 9× Gold9   | 13× Platin13 | 3× Diamant3 | 3.578.332 | infodisc.fr snepmusique.com |
| Insgesamt                                                                                    | 3× Silber3 | 10× Gold10 | 15× Platin15 | 3× Diamant3 |           |                             |